# جامع محمد غالب
جامع محمد غالب (بالصومالية: Jaamac Maxamed Ghalib)‏ كاتب وسياسي وقائد عسكري صومالي، شغل منصب رئيس قوة الشرطة الصومالية، كان من أبرز قادة تحالف إعادة تحرير الصومال.

## خلفية تاريخية
ينحدر غالب من عشيرة عيدجلي من قبيلة إسحاق، وصل إلى تبة لواء في الجيش الوطني الصومالي في الجمهورية الصومالية التي أُنشأت بعد الاستقلال، وعُين فيما بعد مفوضًا لقوات الشرطة في جمهورية الصومال الديمقراطية، شغل كذلك العديد من المناصب الوزارية في الحكومة من بينها منصب وزير الداخلية، وزير العمل والشؤون الاجتماعية، وزير البيئة والتنمية الريفية، وزير النقل.
بعد تقاعده عن السياسة، ألف جامع كتبا عن التاريخ الصومالي. ودرّس التاريخ والعلوم السياسية والإدارة العامة في جامعات مقديشو، ومن ضمنها جامعة سيتي.
أثناء الغزو الإثيوبي للصومال من أجل القضاء على اتحاد المحاكم الإسلامية، عُين جامع نائبا لرئيس تحالف إعادة تحرير الصومال، المعارضة لما أسموه الاحتلال الإثيوبي.

## مؤلفاته
- عنقاء الصومال.[13][14]
- تكلفة الديكتاتورية: التجربة الصومالية[15]
- من هو الإرهابي؟ [10] (الطبعة الأولى والثانية 2002 و2005 على التوالي).
- الدفاع عن التاريخ [10] صدر عام 2005
- التاريخ الصومالي. صدر عام 2020

## وفاته
توفي في 28 أبريل 2022 في جيبوتي.